# 顶峰

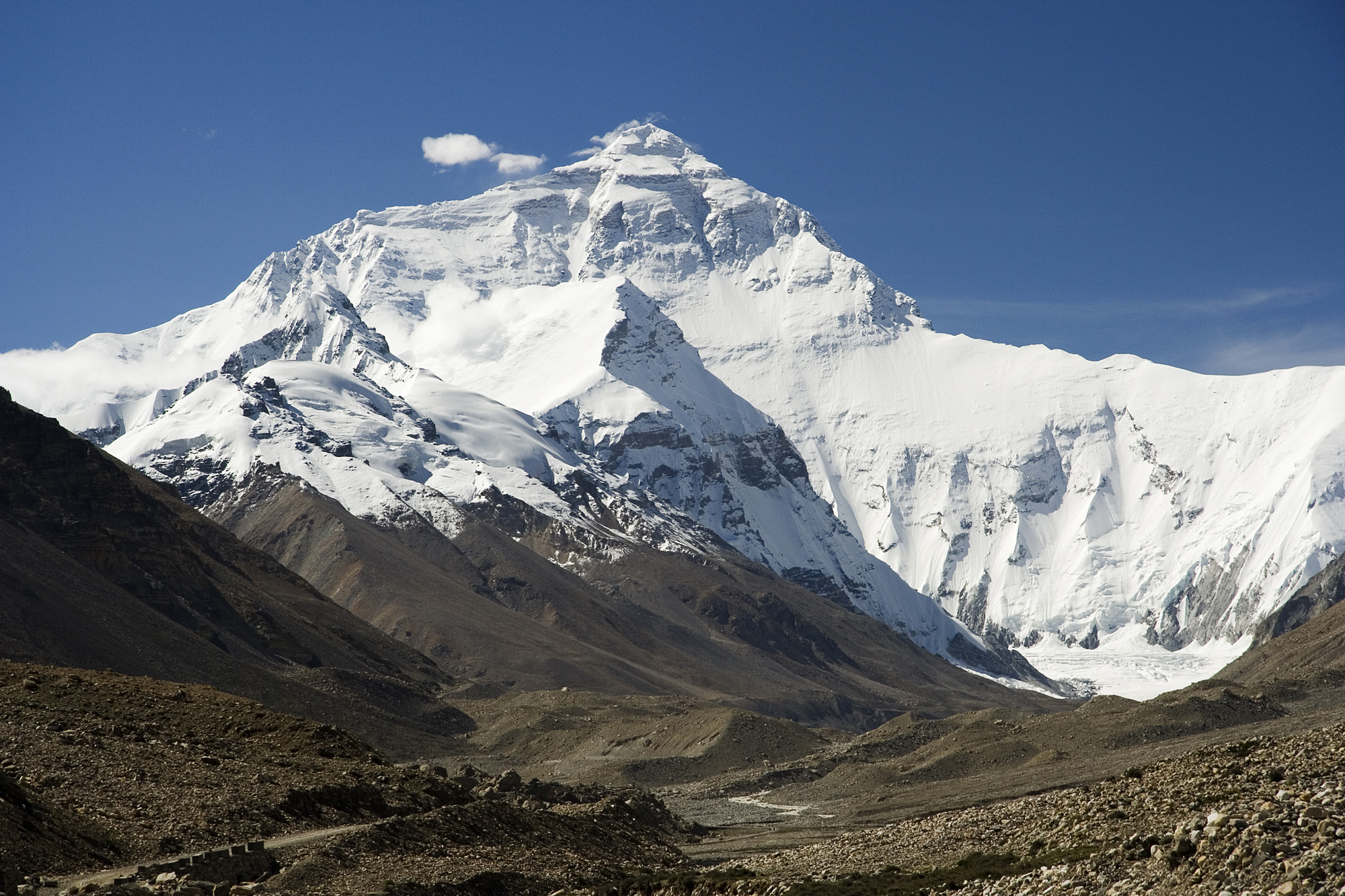
世界最高峰的珠穆朗玛峰

顶峰，一般又称最高点、最高峰，在测绘学中指在一个相对的附近地区最高的一个点，在很多地方也称为“顶点”、“山峰”、“山顶”、“极高点”等。
顶峰一般为一个突出的点，但也可能是孤立的。它通常存在于山峰上，被视作山的一部分。